# Кейти Холмс
Катрин Ноел Холмс (на английски: Katherine Noelle Holmes) е американска актриса.

## Биография
Родена е в Толидо, щат Охайо, САЩ през 1978 г. Кейти е 5-о дете в семейството – има 3 сестри и брат. През тийнейджърските си години започва да ходи в школа за модели.
Когато е на 17 години, Кейти заминава за Лос Анджелис, за да се опита да работи като актриса. Скоро след пристигането си в града получава роля във филма „Ледена буря“ (1997), което е и първата и роля като професионална актриса. През 1998 г. Кейти получава ролята на Джоуи Потър в телевизионния сериал „Кръгът на Доусън“
През годината след началото на заснемането на „Кръгът на Доусън“ Кейти Холмс се снима във филмите „Смущаващо поведение“ (1998) и „Давай“ (1999). За играта си във филма „Давай“ Кейти е отличена с наградата за най-добра актриса на MTV през 1999 г. През следващата година Холмс участва заедно с Майкъл Дъглас във филма „Момчета-чудо“, който е много добре приет от публиката.
През 2002 г. Холмс участва във филма „Abandon“, което е нейната първа главна роля. След края на заснемането на „Кръгът на Доусън“ през 2003 г., на Холмс ѝ остава повече време за участие в други продукции. През 2003 г. излизат два филма с нейно участие – „Pieces of April“ и „The Singing Detective“. През 2004 г. партнира на Майкъл Кийтън във филма „Дъщерята на президента“, а през 2005 г. се снима в „Батман в началото“.

## Филмография
Кино
| Година | Заглавие на български    | Оригинално заглавие         | Роля              | Режисьор | Бележки |
| ------ | ------------------------ | --------------------------- | ----------------- | --- | ------- |
| 1997   | „Ледена буря“            | The Ice Storm               | Либетс Кейси      | |         |
| 1998   | „Смущаващо поведение“    | Disturbing Behavior         | Рейчъл            | номинация – Сатурн за най-добър млад актьор                                                                                |         |
| 1999   | „Давай“                  | Go                          | Клеър Монтгомъри  | |         |
| 1999   |                          | Teaching Mrs. Tingle        | Лий Ан Уотсън     | |         |
| 2000   | „Момчета-чудо“           | Wonder Boys                 | Хана Грийн        | |         |
| 2000   | „Дарбата“                | The Gift                    | Джесика Кинг      | |         |
| 2002   |                          | Abandon                     | Кейти Бърк        | |         |
| 2003   | „Телефонна клопка“       | Phone Booth                 | Памела            | |         |
| 2003   | „Пеещият детектив“       | The Singing Detective       | сестра Милс       | |         |
| 2003   | „Партито на Ейприл“      | Pieces of April             | Ейприл Бърнс      | номинация – Сателит за най-добра актриса в мюзикъл или комедия                                                             |         |
| 2004   | „Дъщерята на президента“ | First Daughter              | Саманта Маккензи  | |         |
| 2005   | „Батман в началото“      | Batman Begins               | Рейчъл Доус       | номинация – Сатурн за най-добра актриса в поддържаща роля номинация – Златна малинка за най-лоша актриса в поддържаща роля |         |
| 2005   | „Благодаря за пушенето“  | Thank You for Smoking       | Хедър             | |         |
| 2008   | „Луди пари“              | Mad Money                   | Джаки Труман      | |         |
| 2010   |                          | The Extra Man               | Мери Пауел        | |         |
| 2010   |                          | The Romantics               | Лаура             | |         |
| 2011   | „Не се плаши от тъмното“ | Don't Be Afraid of the Dark | Ким               | |         |
| 2011   | „Корумпирани ченгета“    | The Son of No One           | Кери Уайт         | |         |
| 2011   | „Джак и Джил“            | Jack and Jill               | Ерин              | Златна малинка за най-лоша екранна двойка номинация – Златна малинка за най-лоша актриса в поддържаща роля                 |         |
| 2013   |                          | Days and Nights             | Алекс             | |         |
| 2014   | „Пазителят“              | The Giver                   | майката на Джонас | |         |